# Microstigmatidae
Microstigmatidae é uma pequena família de aranhas com 15 espécies descritas agrupadas em 7 géneros.

## Descrição
Os membros desta famílias são pequenas aranhas que vivem no solo ou sobre a vegetação não construindo teias nem fazendo uso intensivo da seda.
A família foi segregada a partir da família Dipluridae em 1981. A subfamília Pseudonemesiinae foi transferida da família Ctenizidae para a família Microstigmatidae.

## Taxonomia
A família Microstigmatidae inclui as seguintes subfamílias e géneros:
- Micromygalinae Platnick & Forster, 1982
  - Micromygale Platnick & Forster, 1982

- Micromygale diblemma Platnick & Forster, 1982 — Panamá

- Microstigmatinae Roewer, 
  - Envia Ott and Höfer, 2003

- Envia garciai Ott and Höfer, 2003  (Brasil)

- Microstigmata Strand, 1932 — Sul da África

- Microstigmata amatola Griswold, 1985
- Microstigmata geophila (Hewitt, 1916)
- Microstigmata lawrencei Griswold, 1985
- Microstigmata longipes (Lawrence, 1938)
- Microstigmata ukhahlamba Griswold, 1985
- Microstigmata zuluensis (Lawrence, 1938)

- Ministigmata Raven & Platnick, 1981

- Ministigmata minuta Raven & Platnick, 1981 — Brasil

- Pseudonemesia Caporiacco,

- Pseudonemesia kochalkai Raven & Platnick, 1981 — Colômbia
- Pseudonemesia parva Caporiacco, 1955 — Venezuela

- Spelocteniza Gertsch, 1982

- Spelocteniza ashmolei Gertsch, 1982  — Equador

- Xenonemesia Goloboff, 1989

- Xenonemesia araucaria Indicatti et al., 2008 — Brasil
- Xenonemesia otti Indicatti, Lucas & Brescovit, 2007 — Brasil
- Xenonemesia platensis Goloboff, 1989 — Brasil, Argentina, Uruguai